# Pericampylus macrophyllus
Pericampylus macrophyllus är en tvåhjärtbladig växtart som beskrevs av L.L. Forman. Pericampylus macrophyllus ingår i släktet Pericampylus och familjen Menispermaceae. Inga underarter finns listade i Catalogue of Life.